# 宋普选
宋普选（1954年3月—），原名宋建河，山东博兴乔庄镇七合村人，生于山东宁津，中国人民解放军上将。曾先后担任国防大学校长、北京军区司令员、北部战区司令员、中央军委后勤保障部部长等职。现任全国人大教科文卫委员会副主任委员。

## 生平

### 早期经历
宋普选的父亲宋玉章于1946年参加八路军，曾担任过时属河北的宁津县民政局局长；民政部门曾长期负责基层政权机关的普选工作。宋普选出生在宁津，并在宁津生活、上学，一直到他参军入伍。1969年11月，宋普选参加中国人民解放军，此后他长期在济南军区任职，先后担任战士、班长、排长、作训参谋、团作训股长、师作训科长、团长、军作训处长。此后，他担任济南军区司令部作战部作战处处长一职十余年之久，晋升为副师级干部。这一时期，宋普选和作战部参谋冯玉军先后合写过一些专著文章，如“落差咏叹调”、“现地侦察并未过时”等，对新时期军事学术研究等课题提出了自己的看法，获得好评。

### 铁军成长
1989年7月，宋普选毕业于国防大学基本系。1995年3月，升任驻山东泰安的陆军第67集团军200师代理师长，1996年5月，调到河南新乡的陆军第54集团军任副参谋长。2001年3月，升任集团军参谋长，晋升为副军级干部。2003年12月，升任济南军区副参谋长。同年，宋普选再次前往国防大学深造，就读高级轮训班。在学习时，宋普选应军事科学院院长葛振峰上将约稿，撰写《着眼军事战争准备需要，下大力培养高素质参谋人才队伍》，收集在《参谋长论参谋修养》一书中。宋普选在特稿中强调，参谋要“甘当无名英雄”，学会“慎独”，要耐得住“寂寞”，要注重德、能、勤、绩，必须做到“作战决策科学化、情报获取和处理实时化与自动化、信息传输网络化、战场控制全员化”。这篇论文在全书中最长，见解独特，得到了当时众多首长的一致赞赏。
2006年8月，宋普选回到54集团军，出任集团军军长。汶川大地震期间，其所率部队曾参与抢险救灾。宋普选在汶川大地震抢险形势分析会上，喊出了“铁军就要啃最硬的骨头，抢最艰巨的任务”的口号。据统计，54集团军在救援期间成功抢救出240名幸存者，抢救遇险群众6546人，转移受灾群众31.1万人，医治受伤群众29万余人，安置灾民77万余人，抢修道路8000多公里，转运物资45.5万余吨。宋普选在抗震救灾中表现出的能力，受到军委领导的赞扬。2009年2月，他接替退役的原副司令员徐承云中将，任南京军区副司令员。

### 执掌战区
2013年7月，宋普选升任中国人民解放军国防大学校长，成为正大军区职将领。上任后，宋普选和政委刘亚洲即提出了“从严治校”12条廉政纪律规定，强调“治军先治官”，着力整治“四风”（教风、学风、演风、考风），坚持“从严治教”、“从严治考”、“从严治研”，取得卓越成效。2014年12月，宋普选与张仕波中将对调，任北京军区司令员。2015年9月3日，宋普选在纪念中国人民抗日战争暨世界反法西斯战争胜利70周年大会中担任阅兵总指挥，陪同习近平检阅三军。
2016年1月，宋普选任新成立的中国人民解放军北部战区司令员，领导和指挥黑龙江、吉林、辽宁、内蒙古、山东等5个省级行政区的武装力量，负责应对朝鲜半岛方向的突发事件。在出任北部战区司令员后，宋普选在2016年全国两会期间接受采访，表示“战区要有战略视野”。2017年8月，任中央军委后勤保障部部长。但在之后的中共十九大上，宋普选意外落选中央委员。2019年4月，年满65岁的宋普选不再担任军委后勤保障部部长的职务，平静地结束了军旅生涯。在离开部队后，2020年8月，他又被任命为全国人大教科文卫委员会副主任委员。
宋普选是中共十七大、十九大代表，第十二届、十三届全国人大代表。2002年7月，晋升少将军衔。2010年7月，晋升中将军衔。2015年7月31日，晋升上将军衔。

## 个人
- 宋普选出身作战参谋，被称为「谋将」[16]。他始终坚持「充分发挥司令部机关职能的作用，大力培养高科技参谋人才，重点在信息作战力量、计算机网络骨干、电磁频谱管控人才」的理念，并将之践行于带兵实践。[2]
- 宋普选在原济南军区任职时，他的一个堂弟也参军入伍，但担心体检过不了。叔婶专门去找宋普选，希望能走走关系顺利些，但宋普选说：「要是体检没问题，那就堂堂正正当兵；要是体检过不了，找我也没有用。」[17]